# 上海市多媒體行業協會
上海市多媒體行業協會是中華人民共和國上海市一家與多媒體製作、研究有關的行業協會，為非營業性行業性團體法人，成立於2002年4月。上海市多媒體行業協會成員為相關行業的企業。